# 灰白扁枝石松
灰白扁枝石松（学名：Diphasiastrum complanatum var. glaucum）为石松科扁枝石松屬下的一个变种。